# Achsensprung (Eisenbahn)

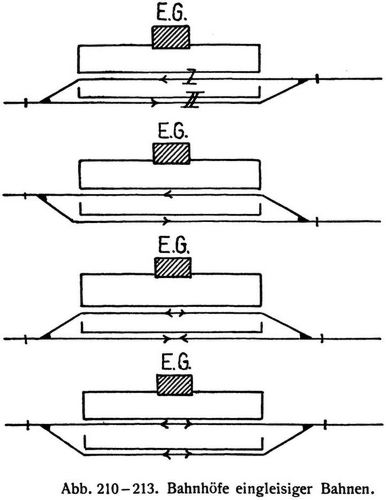
Mögliche Anordnungen des Begegnungsgleises bei eingleisiger Strecke, ganz oben der Achsensprung bei Rechtsverkehr

Unter Achsensprung, in Österreich auch Achssprung, in der Schweiz verschränkte Durchfahrt genannt, versteht man die Anordnung der durchgehenden Hauptgleise eines Kreuzungsbahnhofs eingleisiger Bahnen in der Weise, dass die Gleisachsen an beiden Seiten des Bahnhofs gegeneinander versetzt angeordnet sind. Der ursprüngliche Zweck dieser Anordnung war, dass die Einfahrweichen von einfahrenden Zügen in gerader Richtung befahren werden, was einerseits eine Einfahrt mit etwas höherer Geschwindigkeit erlaubt und andererseits bei den damaligen Weichen ohne Zungenverschlüsse die Gefahr einer Gabelfahrt aufgrund klaffender Zungen reduziert.
Beispielsweise hatten etwa die Bahnhöfe der Gotthardbahn, die eingleisig angelegt wurde, ursprünglich alle einen Achsensprung.
Wenn bei der Planung davon ausgegangen wird, dass alle Züge auf dem Bahnhof anhalten, ist bei Rechtsverkehr die Anordnung nach Abb. 210, bei der die Züge erst bei der Ausfahrt, also mit geringer Geschwindigkeit, die Weichenkrümmungen durchfahren, zu bevorzugen.

## Quelle
- Artikel Bahnhöfe. In: Freiherr von Röll: Enzyklopädie des Eisenbahnwesens. Band 1, Berlin und Wien 1912, S. 383–403, insbesondere 385